# 京美人
京美人（きょうびじん）とは、京都市とその近辺の地域の美女を指す言葉である。明確な定義はない。「京には美人が多い」と言われ、秋田美人・博多美人とともに「日本三大美人」と並び賞される。

## 要因
京都は江戸時代まで長らく日本の都であり、全国から美女が集まる環境であったと考えられる。特に北前船などの日本海航路を通じて京と交流が盛んであった日本海側からやってくる美人（日本海美人）は、京美人の最も有力な由来として考えられる。